# Bothriophryne pulvinariae
Bothriophryne pulvinariae är en stekelart som beskrevs av Agarwal, Agarwal och Muhammad Sharif Khan 1984. Bothriophryne pulvinariae ingår i släktet Bothriophryne och familjen sköldlussteklar. Inga underarter finns listade.